# Török Sándor (labdarúgó, 1930)
Török Sándor (1930 – 1999) labdarúgó, fedezet.

## Pályafutása
1950 és 1961 között a Diósgyőri VTK labdarúgója volt. 1950. augusztus 20-án mutatkozott be az élvonalban a Bp. Honvéd ellen, ahol csapata 2–2-es döntetlent ért el. Az élvonalban 175 bajnoki mérkőzésen 11 gólt szerzett. 1958 és 1959 között három alkalommal szerepelt a magyar B-válogatottban.

## Sikerei, díjai
- Magyar bajnokság
  - 5.: 1959–60